# Sakura, Saku
Sakura, Saku (japanisch サクラ、サク。) ist eine Mangaserie von Io Sakisaka, die von 2021 bis 2023 in Japan erschien. Die Liebesgeschichte wurde in mehrere Sprachen übersetzt, darunter ab 2025 auch ins Deutsche.

## Inhalt
Als es ihr bei einer Zugfahrt nicht gut geht und sie fast ihre Tasche verliert, wird der Oberschülerin Sakura Fujigaya von einem Fremden geholfen. Das beeindruckt das an Anämie leidende Mädchen so sehr, dass sie schwört den fremden Jungen von nun an nachzuahmen und ebenfalls Anderen in Not zu helfen. Sie will ihrem Helfer danken, doch sie erhielt nur einen Zettel mit dem Namen Ryosuke Sakura und einer Telefonnummer, unter der sie niemanden erreicht. Da fällt ihr der Junge Haruki Sakura in ihrer Klasse auf, da er wie ihr Vorname gerufen wird. Das von ihren Freunden Saku genannte Mädchen forscht nach, ob er im Zusammenhang mit dem Jungen steht. Tatsächlich stellt der sich als sein Bruder heraus. Doch Haruki ist auf Ryosuke eifersüchtig, da der immer von Mädchen umschwärmt wird, erfährt sie von Harukis Freund Daki. So lernt die Oberschülerin langsam das Umfeld ihres Retters und bald diesen persönlich kennen, sodass sich eine Liebesbeziehung zwischen den beiden entwickeln kann.

## Veröffentlichung
Der Manga erschien zunächst von Februar 2021 bis November 2023 im Magazin Bessatsu Margaret, das sich an jugendliche Mädchen richtet. Der Verlag Shūeisha brachte die Kapitel danach gesammelt in neun Bänden heraus. Eine deutsche Fassung wird seit April 2025 von Tokyopop veröffentlicht. Die Übersetzung stammt von Constanze Thede. Bei Viz Media erschien eine englische Ausgabe und bei Planet Manga eine italienische.